# Olimpo
Il Monte Olimpo (in greco antico: Ὄλυμπος?) è, con i suoi 2917,727 m, la montagna più alta della Grecia. È situato nella parte settentrionale del paese, tra la Tessaglia e la Macedonia, non lontano dal mare Egeo. Nel 1938 è diventato sede del parco nazionale del Monte Olimpo.
Nella mitologia greca, la vetta del monte (perennemente circondata da nubi bianche) era considerata la casa degli dei olimpi, ed era dunque ritenuto impossibile raggiungerla senza il permesso degli dei stessi.

## Etimologia
Il nome Όλυμπος (olympos) non ha origine certa. È stata accostata a termini greci come ollumi (tagliare, radere, distruggere), oloos (distruttore), oulē (intaglio), mentre il suffisso -mpos, è attestato in diversi linguaggi indoeuropei nella formazione degli aggettivi con significato di posizione. Queste tesi tenderebbero a concepire la parola olympos come "impedimento", "ostacolo", "barriera", e infatti dagli antichi l'Olimpo era considerato una frontiera che separava la Tessaglia dalla Macedonia.
Un'altra etimologia si avvale di parole più prettamente indoeuropee come le radici *wel- ("girare") e *ombh- ("rotondità", ma anche "sommità"). Il senso quindi potrebbe essere "dalla cima circondata", con riferimento alle nubi che ne nascondevano spesso la cima. Secondo altri, invece, "cima circondata dalla neve", e da qui il concetto di "Olimpo luminoso", per il consueto bagliore delle nevi.

## Clima
Il clima dell'Olimpo varia a seconda della stagione e dell'altitudine. Sulle basse pendici è tipicamente mediterraneo, con estati calde e secche e inverni miti ma abbastanza piovosi. Nella zona di media montagna l'estate è fresca e piuttosto secca. Piove spesso in primavera e in autunno, mentre l'inverno è abbastanza rigido e freddo, con frequenti nevicate.
Nella zona alta, sopra i 2000 m, le estati sono brevi, con piogge frequenti. Pioggia e freddo prevalgono in primavera e autunno, mentre l'inverno è estremamente pesante e lungo, con frequenti nevicate.

## Alpinismo

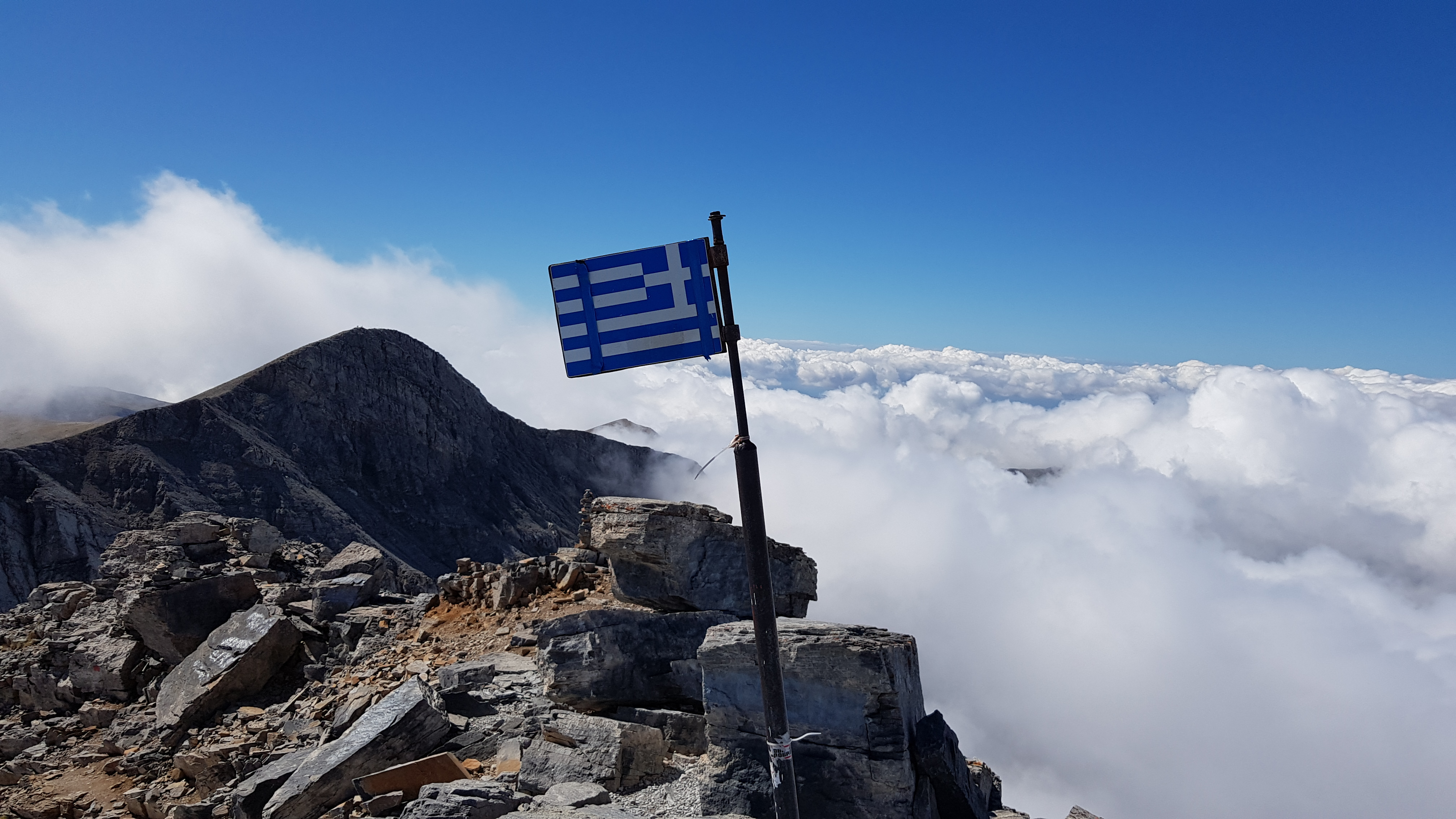
Vista Ovest

La prima ascensione del Monte Olimpo avvenne il 2 agosto 1913 ad opera del greco Christos Kakkalos e degli svizzeri Frédéric Boissonas e Daniel Baud-Bovy.
La via normale di accesso alla Cima Mitikas risale il versante orientale della montagna. Le almeno 13 ore di percorrenza fanno tipicamente prevedere uno svolgimento di minimo 2 giorni con pernottamento in quota. Parte dalla località Prionia a 1100 m s.l.m., raggiungibile in auto dalla città di Litochoro, dalla quale si raggiunge il rifugio Spilios Agapitos a 2100 m s.l.m.. Dal rifugio si raggiunge la Cima Skala a 2866 m s.l.m., terza vetta della Grecia e punto di arrivo per la maggior parte degli escursionisti. L'itinerario prosegue poi verso nord per la Cresta Kakoskala diventando alpinistico, le difficoltà aumentano e la forte esposizione al vuoto richiede di procedere legati in sicurezza mediante tecniche alpinistiche, fino alla celebre Cima Mitikas, vetta più alta della Grecia, posta a quota 2917 m s.l.m..

## Mitologia

L'Olimpo in una proiezione tridimensionale

Un'ipotesi sul perché l'Olimpo sia stato considerato sede degli dèi della Grecia è presente nel Trattato fisico-storico dell'Aurora Boreale, ponderoso lavoro dell'astronomo e géomètre francese Jean Jacques Dortous de Mairan, discepolo "eretico" del padre Malebranche, nonché successore di Bernard le Bovier de Fontenelle come segretario dell'Accademia delle Scienze di Parigi.
Dal 1716, per oltre un decennio, nei cieli europei fu ben visibile il fenomeno dell'aurora boreale. A esso Fontenelle riservò per cinque anni consecutivi l'apertura dell'Annuario dell'Accademia parigina delle Scienze, sottolineando tra l'altro come il fenomeno potesse chiarire anche una serie di credenze popolari:
Ancora nel 1726 Fontenelle e l'Histoire de l'académie royale des sciences tornarono ad occuparsi del fenomeno in questi termini:
Per Mairan è proprio l'aurora boreale, vista incombere dai greci pre-omerici sulle pendici della catena montuosa dell'Olimpo, ad aver determinato la nascita del mito che ivi localizza la sede degli dèi.
La luminosità a cui l'Olimpo dovrebbe il suo nome non è il consueto bagliore delle nevi inondate dal sole, o lo splendore di una cima che emerga improvvisa al di sopra delle nubi, ma la più sorprendente e fantastica luce che l'aurora boreale accende nel cuore della notte.
Il monte Olimpo, accompagnato dal motto FIDES, venne usato come impresa dal duca di Mantova Federico II Gonzaga.